# Bernardia
Bernardia é um género botânico pertencente à família Euphorbiaceae.

## Sinonímia
| - Alevia Baill. - Bernarda Adans., var. ortográfica. - Bernhardia Post & Kuntze, var. ortográfica. - Bivonia Spreng. - Passaea Baill. | - Phaedra Klotzsch ex Endl. - Polyboea Klotzsch ex Endl. - Traganthus Klotzsch - Tyria Klotzsch ex Endl. |

## Espécies
Formado por 95 espécies:
| - Bernardia alarici - Bernardia albida - Bernardia amazonica - Bernardia ambigua - Bernardia apaensis - Bernardia argentinensis - Bernardia aspera - Bernardia asplundii - Bernardia aurantiaca - Bernardia axillaris - Bernardia Bernardia - Bernardia brandegei - Bernardia brasiliensis - Bernardia brevipes - Bernardia caperoniaefolia - Bernardia capitellata - Bernardia carpinifolia - Bernardia celastrinea - Bernardia chiapensis - Bernardia cinerea - Bernardia colombiana - Bernardia confertifolia - Bernardia corensis - Bernardia crassifolia - Bernardia denticulata - Bernardia dichotoma - Bernardia dodecandra - Bernardia fasciculata - Bernardia flexuosa - Bernardia fonsecae - Bernardia fruticulosa - Bernardia gambosa | - Bernardia gardneri - Bernardia geniculata - Bernardia gentryana - Bernardia grandifolia - Bernardia guaranitica - Bernardia hagelundii - Bernardia hassleriana - Bernardia heteropilosa - Bernardia hirsutissima - Bernardia incana - Bernardia intermedia - Bernardia interrupta - Bernardia jacquiniana - Bernardia kochii - Bernardia lagunensis - Bernardia lanceifolia - Bernardia laurentii - Bernardia leprosa - Bernardia leptostachys - Bernardia longipeduculata - Bernardia longipedunculata - Bernardia lorentzii - Bernardia lycioides - Bernardia macrophylla - Bernardia major - Bernardia mayana - Bernardia mazatlana - Bernardia megalophylla - Bernardia mexicana - Bernardia micrantha - Bernardia microphylla - Bernardia mollis | - Bernardia multicaulis - Bernardia myricaefolia - Bernardia myricifolia - Bernardia nicaraguensis - Bernardia oblanceolata - Bernardia obovata - Bernardia odonellii - Bernardia oligandra - Bernardia ovalifolia - Bernardia ovata - Bernardia paraguariensis - Bernardia peduncularis - Bernardia pooleae - Bernardia polymorpha - Bernardia pulchella - Bernardia rotundifolia - Bernardia santanae - Bernardia scabra - Bernardia sellowii - Bernardia sidoides - Bernardia similis - Bernardia simplex - Bernardia spartioides - Bernardia spongiosa - Bernardia tamanduana - Bernardia tenuifolia - Bernardia venezuelana - Bernardia venosa - Bernardia viridis - Bernardia wilburi - Bernardia yucatanensis |

## Nome e referências
Bernardia Mill.